# Estêvão Álvares Alvo
Estêvão Álvares Alvo (Porto - ?) foi um cavaleiro português.

## Família
Filho natural de Gonçalo Alvo e irmão de Gonçalo Álvares Alvo.

## Biografia
Terá vivido nos fins do século XV ou princípios do século XVI. Foi Cavaleiro da Ordem de Cristo. Assistia em Antuérpia em 1542, e consta que a Rainha Maria, Governadora dos Países Baixos Espanhóis, lhe dera as Armas que usam os Alvo. Também há quem diga que as Armas lhe foram concedidas pelo Imperador Carlos V, ao qual prestara grandes serviços. As Armas do Apelido são: de azul, com um leão de ouro e uma banda de vermelho, perfilada de ouro e carregada de três rosas de prata, atravessante sobre tudo; timbre: uma rosa do escudo, entre duas asas de vermelho.

## Casamento e descendência
Casou-se com Filipa Bernardes, de quem foi segundo marido e com quem jazia sepultado no claustro interior do Convento de São Francisco da Cidade, de Lisboa, junto da porta da cozinha, numa campa com as suas Armas e a inscrição: "Sepultura de Estêvão Alvo e de sua mulher, Filipa Bernaldez e de seus herdeiros.", de quem teve uma filha e um filho: 
- Vicência Bernardes Alvo
- Gonçalo Alvo, casado com Maria Fernandes, filha de Simão da Mota e de sua mulher Senhorinha da Rua, ascendentes de todos os Alvo conhecidos